# VIPER
VIPER ( Volatiles Investigating Polar Exploration Rover ) era un rover lunar desarrollado por la NASA , cuyo lanzamiento a la superficie de la Luna estaba planeado para 2025, sin embargo, el programa fue cancelado en julio de 2024 debido a los sobrecostes del mismo.
El rover tenía la tarea de estudiar  los recursos lunares en áreas permanentemente sombreadas en la región del polo sur lunar, especialmente mediante el mapeo de la distribución y concentración del hielo lunar. La misión se basaba en un concepto anterior de rover de la NASA llamado Resource Prospector, que fue cancelado en 2018.

## Descripción de la misión
El rover VIPER , actualmente cancelado, tendría un tamaño de 2,5 metros de altura y el cuerpo sería un cubo de 1,5 metros de alto y ancho. Estaría preparado para buscar recursos lunares , especialmente hielo , mapear su distribución y medir su profundidad y pureza. La distribución y la forma del agua deben entenderse mejor antes de que se pueda evaluar como un elemento arquitectónico potencial dentro de cualquier campaña lunar o de Marte.
El rover VIPER estaba preparado para operar en una región del polo sur por determinar.  Se planeaba que VIPER recorriera varios kilómetros, recopilando datos sobre diferentes tipos de entornos de suelo afectados por la luz y la temperatura: aquellos en completa oscuridad, luz ocasional y luz solar constante.  Una vez que ingresa a un lugar con sombra permanente, funcionará solo con la energía de la batería y no podrá recargarlas hasta que conduzca a un área iluminada por el sol. Su tiempo total de funcionamiento será de 100 días terrestres.
Tanto el lanzador como el módulo de aterrizaje que se hubieran utilizado se proporcionaban de forma competitiva a través de los contratistas de Commercial Lunar Payload Services (CLPS), con Astrobotic entregando el módulo de aterrizaje Griffin y SpaceX proporcionando el vehículo de lanzamiento Falcon Heavy.  La NASA tiene como objetivo aterrizar el rover en el año 2024.

## Carga útil
El rover llevará los siguientes instrumentos:
- Neutron Spectrometer System (NSS):  Este instrumento medirá el agua presente en el suelo, hasta 3 pies debajo de la superficie.
- The Regolith and Ice Drill for Exploring New Terrains (TRIDENT): Si NSS encuentra una concentración prometedora de hidrógeno bajo tierra, potencialmente hielo de agua, el rover desplegará su taladro de 1 metro. El taladro excavará el suelo hasta 1 metro por debajo de la superficie lunar.
- Near-Infrared Volatiles Spectrometer System (NIRVSS): Una vez que TRIDENT emerge del suelo con muestras del regolito lunar, NIRVSS analizará las muestras en busca de agua. A grandes rasgos es como una cámara de amplio espectro que produce una imagen de siete colores que revela la composición del suelo.

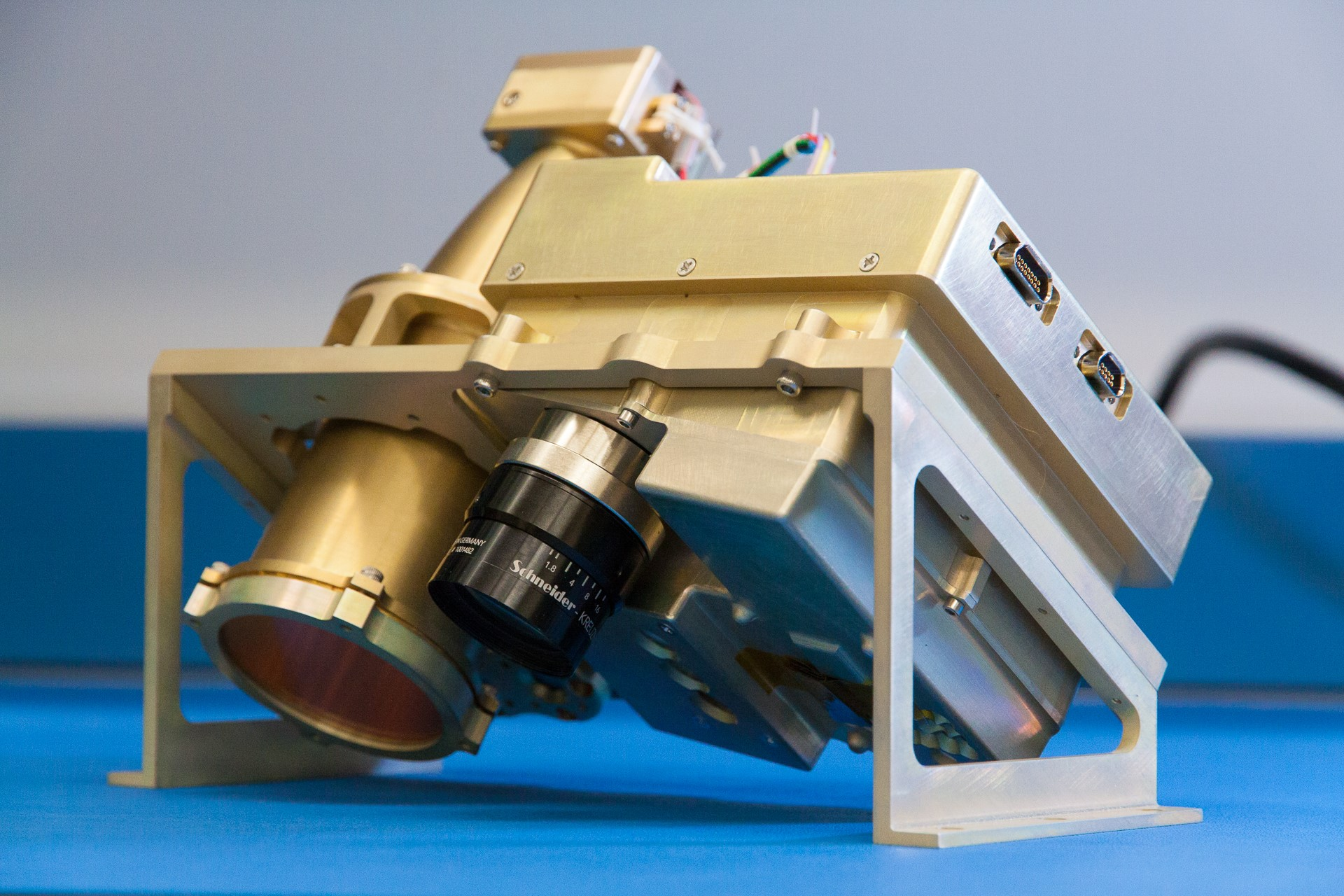
El instrumento NIRVSS

- El instrumento NIRVSSMass Spectrometer Observing Lunar Operations (MSolo): Con un papel fundamental que desempeñar tan pronto como VIPER llegue a la Luna, el espectrómetro de masas de observación de operaciones lunares, o MSolo, evaluará los gases en el medio ambiente después del aterrizaje para comprender cuáles provienen realmente de la superficie lunar y cuáles son introducidos por el módulo de aterrizaje en sí.